# Lacustrinella
Lacustrinella es un género de foraminífero bentónico de la familia Lacustrinellidae, de la superfamilia Psammosphaeroidea, del suborden Saccamminina y del orden Astrorhizida. Su especie tipo es Ammopemphix lacustris. Su rango cronoestratigráfico abarca el Holoceno.

## Discusión
Clasificaciones previas incluían Lacustrinella en la subfamilia Hemisphaerammininae, de la familia Hemisphaeramminidae, de la superfamilia Astrorhizoidea, así como en el suborden Textulariina del orden Textulariida, o bien en el Orden Lituolida.

## Clasificación
Lacustrinella incluye a las siguientes especies:
- Lacustrinella lacustris